# Bistum Spiš
Das Bistum Spiš bzw. Bistum Zips (lat.: Dioecesis Scepusiensis; slowak.: Spišská diecéza) ist ein römisch-katholisches Bistum im Norden der Slowakei mit Sitz in Spišská Kapitula.

## Geschichte
- 1776: Gründung eines Bischofssitzes in Spišské Podhradie im Norden des damaligen Königreich Ungarn mit der Bulle Romanus pontifex durch Papst Pius VI. auf Bitten von Kaiserin Maria Theresia. Das Bistum ist zu dieser Zeit Teil der Kirchenprovinz Gran.
- 1922: Zusammenschluss der Bistümer Banská Bystrica, Nitra, Spiš und Trnava (Apostolische Administration), gehörten aber weiter zu den ungarischen Kirchenprovinzen.
- 1977: Im Zuge einer Entkopplung der katholischen Kirche in der Slowakei von der in Ungarn durch Papst Paul VI. wurde das Bistum Spiš aus der Kirchenprovinz Eger in die neugeschaffene Kirchenprovinz Trnava übertragen.
- 1995: Neuordnung der Kirche der Slowakei durch Papst Johannes Paul II., der den westlichen Teil mit den Erzbistümern Bratislava und Trnava sowie den Bistümern Banská Bystrica und Nitra (später auch mit dem neu entstandenen Bistum Žilina) in der Kirchenprovinz Bratislava zusammenfasste. Der östliche Teil mit dem Erzbistum Košice und den Bistümern Rožňava und Spiš bilden die Kirchenprovinz Košice.